# Olympische Sommerspiele 2000/Kanu – Zweier-Kajak 500 m (Frauen)
Die Wettkämpfe im Zweier-Kajak über 500 Meter bei den Olympischen Sommerspielen 2000 wurden vom 27. September bis zum 1. Oktober 2000 auf der Strecke im Sydney International Regatta Centre ausgetragen.

## Ergebnisse

### Vorläufe
Bei den zwei Vorläufen am 27. September erreichte jeweils die ersten drei Boote des jeweiligen Laufes das Finale. Die restlichen Boote zogen ins Halbfinale ein.

#### Vorlauf 1
| Rang | Athletinnen                        | Nation             | Zeit         |
| ---- | ---------------------------------- | ------------------ | ------------ |
| 1    | Birgit Fischer Katrin Wagner       | Deutschland        | 1:42,557 min |
| 2    | Beata Sokołowska Aneta Konieczna   | Polen              | 1:42,905 min |
| 3    | Anna Olsson Ingela Ericsson        | Schweden           | 1:45,491 min |
| 4    | María García Belén Sánchez         | Spanien            | 1:45,527 min |
| 5    | Tamara Jenkins Kathryn Colin       | Vereinigte Staaten | 1:45,735 min |
| 6    | Lior Karmi Larissa Pessjachowitsch | Israel             | 1:48,647 min |
| 7    | Alena Bez Swjatlana Wakula         | Belarus            | 1:55,757 min |

#### Vorlauf 2
| Rang | Athletinnen                          | Nation     | Zeit         |
| ---- | ------------------------------------ | ---------- | ------------ |
| 1    | Katalin Kovács Szilvia Szabó         | Ungarn     | 1:42,298 min |
| 2    | Raluca Ioniță Mariana Limbău         | Rumänien   | 1:43,204 min |
| 3    | Caroline Brunet Karen Furneaux       | Kanada     | 1:44,476 min |
| 4    | Katrin Borchert Anna Wood            | Australien | 1:45,250 min |
| 5    | Hanna Balabanowa Natalija Feklissowa | Ukraine    | 1:46,942 min |
| 6    | Natalja Gulij Jelena Tissina         | Russland   | 1:47,356 min |

### Halbfinale
Die  drei schnellsten Boote des Halbfinals erreichten den Endlauf.
| Rang | Athletinnen                          | Nation             | Zeit         |
| ---- | ------------------------------------ | ------------------ | ------------ |
| 1    | Katrin Borchert Anna Wood            | Australien         | 1:44,682 min |
| 2    | María García Belén Sánchez           | Spanien            | 1:45,144 min |
| 3    | Natalja Gulij Jelena Tissina         | Russland           | 1:46,554 min |
| 4    | Hanna Balabanowa Natalija Feklissowa | Ukraine            | 1:47,370 min |
| 5    | Lior Karmi Larissa Pessjachowitsch   | Israel             | 1:48,120 min |
| 6    | Tamara Jenkins Kathryn Colin         | Vereinigte Staaten | 1:48,300 min |
| 7    | Alena Bez Swjatlana Wakula           | Belarus            | 1:49,758 min |

### Finale
| Rang | Athletinnen                      | Nation      | Zeit         |
| ---- | -------------------------------- | ----------- | ------------ |
| 1    | Birgit Fischer Katrin Wagner     | Deutschland | 1:56,996 min |
| 2    | Katalin Kovács Szilvia Szabó     | Ungarn      | 1:58,580 min |
| 3    | Beata Sokołowska Aneta Konieczna | Polen       | 1:58,784 min |
| 4    | Raluca Ioniță Mariana Limbău     | Rumänien    | 1:59,264 min |
| 5    | Caroline Brunet Karen Furneaux   | Kanada      | 2:01,046 min |
| 6    | Katrin Borchert Anna Wood        | Australien  | 2:01,472 min |
| 7    | María García Belén Sánchez       | Spanien     | 2:04,208 min |
| 8    | Anna Olsson Ingela Ericsson      | Schweden    | 2:04,574 min |
| 9    | Natalja Gulij Jelena Tissina     | Russland    | 2:04,994 min |